# Lycosoides coarctata
Lycosoides coarctata är en spindelart som först beskrevs av Dufour 1831.  Lycosoides coarctata ingår i släktet Lycosoides och familjen trattspindlar. Inga underarter finns listade i Catalogue of Life.